# Sundby (stacja metra)
Sundby – stacja metra w Kopenhadze, na linii M1. Zlokalizowana jest pomiędzy stacjami DR Byen oraz Bella Center. Została otwarta 19 października 2002. Położona jest w 3 strefie biletowej.